# My Neck, My Back (Lick It)
My Neck, My Back (Lick It) – debiutancki singel amerykańskiej raperki Khia (znanej również jako The Queen Of The South), wydany w 2002 roku w USA oraz 2004 w Europie. Promował pierwsza płytę artystki Thug Misses. Piosenka okazała się ogromnym sukcesem pomimo kontrowersyjnego tekstu oraz teledysku. Utwór na stałe wpisał się do klasyki rapu i r'n'b.

## Listy przebojów
| Chart (2002)                         | Peak position |
| ------------------------------------ | ------------- |
| Australian ARIA Singles Chart        | 12            |
| Canadian Singles Chart               | 30            |
| Dutch Singles Chart                  | 28            |
| Eurochart Hot 100 Singles            | 10            |
| Greece Singles Chart                 | 9             |
| German Singles Chart                 | 29            |
| Irish Singles Chart                  | 20            |
| UK Singles Chart                     | 4             |
| U.S. Billboard Hot 100               | 42            |
| U.S. Billboard Hot Rap Tracks        | 2             |
| U.S. Billboard Hot R&B/Hip-Hop Songs | 20            |
| World R&B Top 30 Songs               | 20            |